# Skarszyny (powiat opatowski)
Skarszyny – osada w Polsce, położona w województwie świętokrzyskim, w powiecie opatowskim, w gminie Sadowie.
W latach 1975–1998 miejscowość administracyjnie należała do województwa tarnobrzeskiego.